# كأس مالاوي
كأس مالاوي (بالإنجليزية: Malawi FAM Cup)‏ ، هي بطولة رسمية لكرة القدم في مالاوي ، أسست سنة 2005م.

## وصلة خارجية
- Malawi - List of Cup Winners, RSSSF.com